# شیفت سفید
شیفت سفید (انگلیسی: Whiteshift) کتابی غیرداستانی در سال ۲۰۱۸ است که توسط اریک کافمن، استاد کالج بیرکبک، دانشگاه لندن نوشته شده‌است. این کتاب که توسط اکونومیست به عنوان یک «مطالعه تاریخی تغییرات قومی-دموگرافیک» توصیف می‌شود، سیاست را در اروپا و آمریکای شمالی پوشش می‌دهد و به دیدگاه‌های سیاسی جناح راست پوپولیست می‌پردازد. کافمن استدلال می‌کند که ظهور دونالد ترامپ در آمریکا و راست پوپولیست در اروپا واکنشی است به تغییرات گسترده جمعیتی و نه به «اضطراب اقتصادی».